# Кулибали, Парфе
Парфе́ Кулибали́ (фр. Parfait Coulibaly; родился 17 января 2009) — швейцарский футболист, полузащитник клуба «Цюрих».

## Клубная карьера
Воспитанник футбольной академии клуба «Цюрих». 24 ноября 2024 года дебютировал в основном составе «Цюриха», выйдя на замену в матче швейцарской Суперлиги против «Лугано». В возрасте 15 лет, 10 месяцев и 7 дней стал самым молодым игроком «Цюриха» за последние 87 лет.